# Sławno (dopływ Drzewiczki)
Sławno(także Strumień Sławno, w MPHP Dopływ spod Kozieńca) – rzeka, prawy dopływ Drzewiczki o długości 10,8 km i powierzchni zlewni 23,1 km². Zlewnia rzeki znajduje się w trzech gminach powiatu przysuskiego: Klwów, Odrzywół i Potworów.

## Przebieg
Sławno bierze swój początek w okolicach wsi Kozieniec. Przepływa przez Podczaszą Wolę, Klwów i Klwowską Wolę. W 2,8 km swojego biegu przyjmuje największy dopływ, zwany w MPHP dopływem spod Kadzi. Uchodzi do Drzewiczki w okolicach wsi Ligęzów. 

## Stan wód
Zlewnia rzeki Sławno znajduje się w jednolitej części wód powierzchniowych "Dopływ spod Kozieńca" (kod RW200010254889). Stan JCWP jest monitorowany w miejscowości Klwowska Wola w ramach PMŚ. Rzeka została objęta monitoringiem w 2023 roku. Sławno jest bardzo narażone na znaczące zanieczyszczenia azotanami (>50 mg/l), wskutek intensywnej działalności rolniczej (uprawy papryki pod tunelami foliowymi) w zlewni, także w strefie buforowej w obrębie cieku.

## Zespół przyrodniczo-krajobrazowy "Dolina strumienia Sławno"
Zespół przyrodniczo-krajobrazowy "Dolina strumienia Sławno" został utworzony uchwałą Rady Gminy Klwów z dn. 31 sierpnia 2021 roku w obrębie miejscowości Klwów. Jego powierzchnia wynosi 20,57 ha. Jego celem ochrony jest zachowanie wartości przyrodniczych oraz kulturowych doliny strumienia Sławno jako lokalnego korytarza ekologicznego. Stwierdzono tu występowanie takich gatunków ptaków jak: gąsiorek, jarzębatka, trzciniak, rokitniczka, łozówka, świergotek łąkowy, potrzeszcz, kląskawka czy potrzos. Na obszarze chronionym stwierdzono fragmenty siedliska naturalnego - Niżowe łąki użytkowane ekstensywnie (Arrhenatherion elatioris).